# Luis Funes

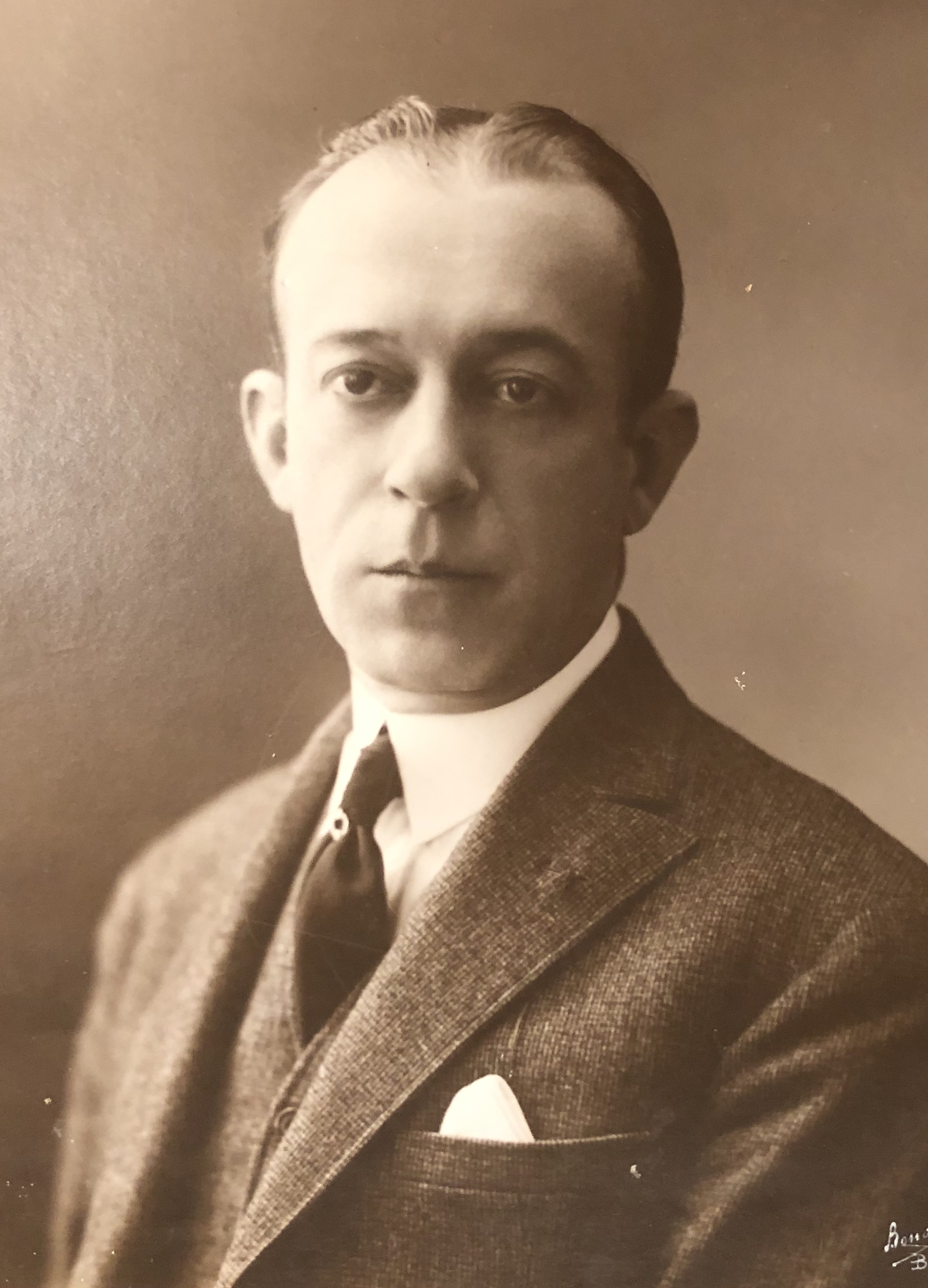
Luis Funes

Luis Funes (Bell Ville, 1882 - Córdoba 1960) fue un abogado y político argentino, miembro del Partido Demócrata de Córdoba, que ocupó interinamente el cargo de Gobernador de Córdoba en 1936.

## Orígenes y formación
Estudió en la Facultad de Derecho y Ciencias Sociales de la Universidad Nacional de Córdoba. En 1908, fue nombrado abogado del Banco Hipotecario Nacional, función que cumplió hasta 1910.

## Vida Pública
Representando al Partido Demócrata, fue diputado provincial entre 1922 y 1925, año en que pasó a ser fiscal de gobierno, hasta 1928. Se desempeñó como director del registro civil desde 1931 hasta 1934, y como senador provincial por el departamento Colón.
El 10 de marzo de 1936, tras la renuncia del Dr. Julio Torres, fue elegido presidente provisional del Senado. Como Torres desempeñaba temporalmente la primera magistratura provincial, el Dr. Funes asumió el gobierno de Córdoba el 11 de marzo.
Abonó las dietas a los legisladores, cuyos mandatos estaban prorrogados, y envió a la Legislatura catorce proyectos. Solamente tres de ellos fueron sancionados. El 17 de mayo de 1936, entregó el gobierno, (siendo escupido y abucheado por eso) al Dr. Amadeo Sabattini.
Luego, fue presidente provisorio del Senado en 1937, siguió representando en el mismo al departamento Colón hasta el año 1938, y se dedicó a su profesión. Falleció en Córdoba, en 1960.

## Vida Familiar
Luis Funes nació en 1882 en el seno de una familia de la alta sociedad de Córdoba, hijo de Félix Funes, hermano de Elisa y Clara Funes (dos primeras damas de la Nación con Juárez Celman y Roca, respectivamente), y Rosa Allende Caseres de Funes.

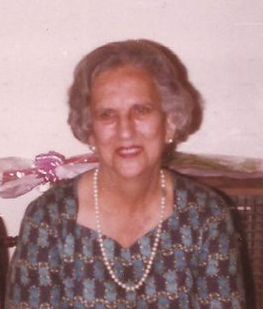
Maria Ester Lopez Peña Reyna de Funes Allende, segunda mujer de Luis Funes

Al cumplir los dos años, su madre murió de apendicitis. Su vida cambió radicalmente puesto que tuvo que irse a vivir a lo de Tránsito Caseres de Allende, su abuela. Su padre se casó, un tiempo después, con Irene de Altamira.
Luis Funes, contrajo su primer matrimonio en el año 1914, en la Ciudad de Córdoba con la Srta. María Luisa Reyna. Con ella no tuvo ningún descendiente. La joven señora, murió en 1938.
Al año siguiente, en 1939, Funes contrajo matrimonio con María Ester López Peña, de solo 28 años de edad. En febrero de 1944 tuvo a su única hija, Rosa.